# WFV-Pokal 2010/11
WFV-Pokalsieger 2011 wurde der seinerzeitige Drittligist 1. FC Heidenheim, der im Endspiel am 11. Mai 2011 im Stadion an der Jesinger Allee in Kirchheim unter Teck den 1. FC Normannia Gmünd besiegte. Mit dem Gewinn des WFV-Pokals qualifizierte sich der Klub für den DFB-Pokal 2011/12.
Der Titelgewinn war der dritte Pokalsieg in der Geschichte des 1. FC Heidenheim, der in den drei Vorjahren jeweils mindestens das Halbfinale erreicht hatte. In den folgenden drei Spielzeiten verteidigte die Mannschaft jeweils den Titel, ehe sie nach dem Aufstieg in die 2. Bundesliga nicht mehr teilnahmeberechtigt war. Der baden-württembergische Oberligist aus Schwäbisch Gmünd verpasste bei seiner dritten Finalteilnahme den dritten Titelgewinn nach 1977 und 2007.
Die ersten drei Runden des Pokalwettbewerbs wurden in vier regionalen Gruppen ausgetragen. Ab dem Achtelfinale wurde verbandsweit gespielt.

## Viertelfinale
|                            | Ergebnis  |                     |
| -------------------------- | --------- | ------------------- |
| VfR Aalen                  | 1:4       | 1. FC Heidenheim    |
| TB Kirchentellinsfurt      | 0:5       | 1. Göppinger SV     |
| 1. FC Normannia Gmünd      | 5:3 n. E. | Stuttgarter Kickers |
| Sportfreunde Dorfmerkingen | 0:2       | FC Gärtringen       |

* Klassentiefere Mannschaften genießen Heimrecht

## Halbfinale
|                 | Ergebnis |                       |
| --------------- | -------- | --------------------- |
| 1. Göppinger SV | 0:1      | 1. FC Heidenheim      |
| FC Gärtringen   | 1:2      | 1. FC Normannia Gmünd |

* Klassentiefere Mannschaften genießen Heimrecht

## Finale
| Paarung               | 1. FC Normannia Gmünd – 1. FC Heidenheim |
| Ergebnis              | 0:2 (0:1) |
| Datum                 | 11. Mai 2011 |
| Stadion               | Stadion an der Jesinger Allee, Kirchheim unter Teck |
| Zuschauer             | 2.100 |
| Tore                  | 0:1 Andreas Spann (31.), 0:2 Marc Schnatterer (51.) |
| 1. FC Normannia Gmünd | Matthias Gruca – Simon Fröhlich, Kersten Göhl (80. Patrick Stöppler), Ralph Molner (67. Faruk Civelek), Daniel Glück – Giuseppe Catizone (64. Bastian Härter), Mark Mangold, Ertac Seskir (64. Patrik Faber), Stanislaus Bergheim – Manuel Grampes, Beniamino Molinari. Cheftrainer: Helmut Dietterle                         |
| 1. FC Heidenheim      | Frank Lehmann – Sandro Sirigu (76. Johannes Meier), Fabian Aupperle, Tim Göhlert, Ingo Feistle – Alper Bagceci, Martin Klarer (58. David Schittenhelm), Christian Sauter (85. Christian Beisel), Marc Schnatterer (71. Christian Essig) – Andreas Spann, Bastian Heidenfelder (7. Dieter Jarosch). Cheftrainer: Frank Schmidt |